# 学校法人藤天使学園
学校法人藤天使学園（がっこうほうじんふじてんしがくえん）は、札幌市北区に本部を置く学校法人。北海道内を中心に、大学2校・中高一貫校1校・幼稚園4園を設置する。学園の母体は、ドイツ北部テュイネ村に本部を持つ殉教者聖ゲオルギオのフランシスコ修道会である。

## 本部所在地
- 北海道札幌市北区北16条西2丁目1-1

## 沿革

### 学校法人藤学園
- 1925年 - 札幌藤高等女学校（現在の藤女子中学校・高等学校）を創立。
- 1934年 - マリア幼稚園（現在の小樽藤幼稚園）及び札幌光星中学校・高等学校を開設。
- 1937年 - 藤幼稚園（札幌市）を開設。
- 1940年 - 財団法人札幌藤高等女学校に改組。
- 1946年 - 札幌光星中学校・高等学校を財団法人日本マリア会本部へ移管。
- 1947年 - 専門学校令により、女子専門学校（現在の藤女子大学）を開設。
- 1948年 - 学制改革により財団法人藤学園へ名称変更、6年制の藤女子中学校・高等学校を開設。
- 1950年 - 藤女子短期大学(国文科・英文科・家政科）及び函館藤幼稚園を開設。
- 1951年 - 学校法人格を取得。
- 1953年 - 旭川藤女子高等学校を開設。
- 1954年 - 旭川藤女子中学校及び新墾藤学園中学校（樺戸郡月形町）を開設。
- 1955年 - 藤女子短期大学保育科、旭川藤幼稚園を開設。
- 1956年 - 北見藤女子高等学校を開設。
- 1958年 - 新墾藤学園高等学校を開設。
- 1960年 - 藤女子短期大学家政専修を開設。
- 1961年 - 藤女子専門学校を藤女子大学とし、文学部（国文学科・英文学科）を開設。
- 1962年 - 苫小牧藤幼稚園を開設。
- 1965年 - 草加藤幼稚園（埼玉県）を開設。
- 1970年 - 新墾藤学園中学校・高等学校を廃止。
- 1984年 - セミナーハウス（石狩市）落成。
- 1992年 - 藤女子大学人間生活学部（人間生活学科・食物栄養学科）を開設、花川キャンパス落成。
- 2000年 - 藤女子大学文学部文化総合学科と人間生活学部保育学科を開設。藤女子短期大学の募集停止。
- 2003年 - 旭川藤女子中学校及び北見藤女子中学校を廃止。旭川藤女子高等学校がスーパーイングリッシュランゲージハイスクール指定。
- 2019年 - 旭川藤女子高等学校及び北見藤女子高等学校を学校法人北海道カトリック学園へ移管。それぞれ旭川藤星高等学校、北見藤高等学校と改称し、男女共学へ転換。
- 2023年3月31日 - 学校法人天使学園と学校法人合併契約を締結[2]。

### 天使学園
- 1947年 札幌天使女子厚生専門学校設立
- 1950年 天使厚生短期大学設立
- 1954年 天使厚生短期大学を「天使女子短期大学」に名称変更
- 2000年 天使女子短期大学を共学化、改組し天使大学設立。
- 2023年3月31日 - 学校法人藤学園と学校法人合併契約を締結[2]。

### 学校法人藤天使学園
- 2024年
  - 1月11日 - 文部科学大臣の認可 [3]
  - 4月1日 - 学校法人藤天使学園発足[3]

## 創立関係者
- ヴェンセスラウス・キノルド
- 長船ヒロ
- クサヴェラ・レーメ

## 歴代理事長
以下、就任年を示す。

### 財団法人札幌藤高等女学校
この時期は「理事」と称す。
- 初代 長船ヒロ（1940年）
- 第2代  牧野キク（1944年）

### 財団法人藤女子専門学校
この時期は「理事」と称す。
- 初代 牧野キク（1947年）

### 財団法人藤学園
この時期は「理事」と称す。
- 初代 牧野キク（1948年）

### 学校法人藤学園
この時期は「理事長」と称す。
- 初代 クサヴェラ・レーメ（1951年）
- 第2代 パウラ・ワイルケ（1963年）
- 第3代 多田春代（1971年）
- 第4代 宇山銈子（1981年）
- 第5代 多田春代（1992年）
- 第6代 安井匡子（1998年）
- 第7代 永田淑子（2007年）

### 学校法人藤天使学園
この時期は「理事長」と称す。
- 初代 永田淑子（2024年）

## 設置校

### 現在設置している学校
- 藤女子大学
- 天使大学
- 藤女子中学校・高等学校
- 藤幼稚園
- 函館藤幼稚園
- 苫小牧藤幼稚園
- 帯広藤幼稚園
- 草加藤幼稚園

### かつて設置していた学校
- 藤女子短期大学（廃校）
- 旭川藤女子中学校・高等学校（経営移管→旭川藤星高等学校）
- 北見藤女子中学校・高等学校（経営移管→北見藤高等学校）
- 新墾藤学園中学校・高等学校（廃校）
- 札幌光星中学校・高等学校（経営移管）
- 大麻藤幼稚園 (2005年4月学校法人北海道カトリック学園へ移管[4])
- 青森藤幼稚園 (廃止。社会福祉法人藤聖母園設置の青森藤こども園へ[4])
- 旭川藤幼稚園 (2020年4月学校法人北海道カトリック学園へ移管[4])
- 小樽藤幼稚園 (2024年4月学校法人北海道カトリック学園へ移管[5])